# Buzy-Darmont
Buzy-Darmont is een gemeente in het Franse departement Meuse (regio Grand Est) en telt 558 inwoners (1999). De plaats maakt deel uit van het arrondissement Verdun.

## Geografie
De oppervlakte van Buzy-Darmont bedraagt 12,5 km², de bevolkingsdichtheid is 44,6 inwoners per km².

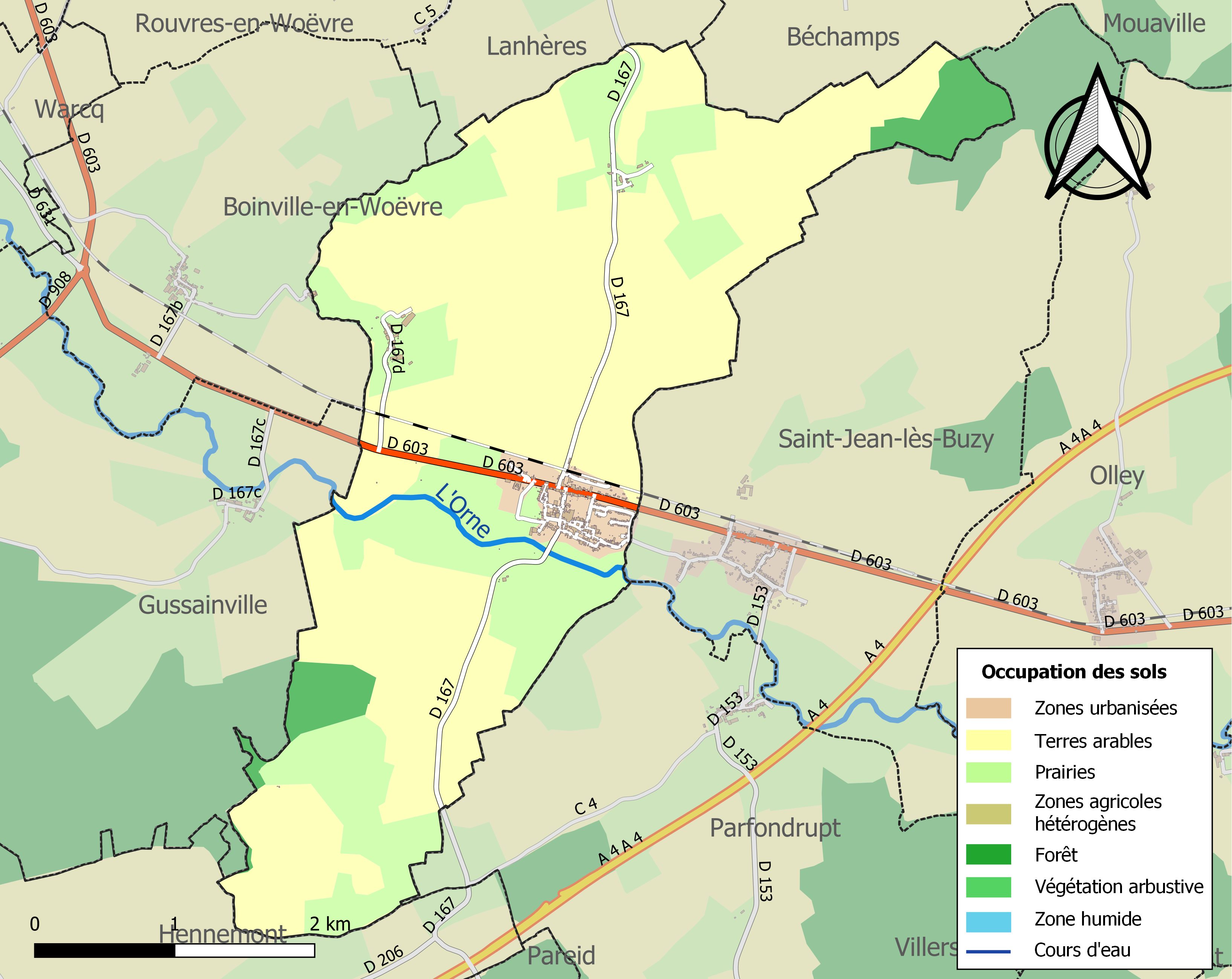
Kaart van de gemeente met de belangrijkste infrastructuur, bodemgebruik en omliggende gemeenten

## Demografie
Onderstaande figuur toont het verloop van het inwonertal (bron: INSEE-tellingen).